# Polyclinique Volney
 (avril 2023).
La polyclinique Volney était un établissement privé médical de soins situé boulevard Volney à Rennes, en Bretagne (Ille-et-Vilaine), en activité de 1985 à 2004.

## Histoire
À la fin du 19e siècle, une maison de santé est installée sur les 22 et 24[réf. souhaitée] boulevard Volney à Rennes, en Bretagne. Elle est exploitée par une communauté de religieuses catholiques sous le nom de "clinique Sainte-Anne". Au cours du 20e siècle, les locaux sont agrandis et modernisés à plusieurs reprises ; l'établissement fait évoluer ses activités suivant les progrès de la médecine, employant également un personnel médical laïc.
En octobre 1985, les religieuses cessent leur activité et la clinique Sainte-Anne est rachetée par des médecins. Le nouvel établissement prend le nom de polyclinique Volney.
Au début des années 1990, la polyclinique Volney est en difficulté financière. En conséquence, sa direction fusionne en janvier 1993 avec celle de la clinique Saint-Vincent, située désormais à Saint-Grégoire au nord extra-muros de Rennes, dans une nouvelle entreprise nommée "Cliniques privées associées". Cette dernière rachète trois ans plus tard le centre obstétrico-pédiatrique de Bréquigny, au sud-ouest intra-muros de la ville nouvelle, dans le but de fusionner les trois établissements en un seul.
Le nouvel équipement est construit à partir de 2002 sur le site de la clinique Saint-Vincent. Le nouveau "centre hospitalier privé de Saint-Grégoire" ouvre progressivement au cours de l'année 2004 tandis que le site Volney historique de la polyclinique est fermé.
L'emplacement est vendu et le bâtiment est démoli en octobre 2004 pour y laisser la place à un programme de logements privés de standing.